# Lotus Air
A Lotus Air foi uma companhia aérea com sede no Cairo, Egito. Era uma companhia aérea privada, voando principalmente para a Europa. Sua base principal era o Aeroporto Internacional do Cairo, com centros no Aeroporto Internacional Sharm el-Sheikh, Aeroporto Internacional de Hurghada e Aeroporto Internacional de Luxor.

## História
A Lotus Air foi uma das primeiras companhias aéreas privadas na região do Oriente Médio e Norte da África. Foi criada em 1997 pela Al-Fawares Holding Company e iniciou suas operações em 1998.
O principal negócio estava centrado em operações de fretamento, voos ad-hoc, operações ACMI (aeronaves, tripulação, manutenção e seguros), locações úmidas, serviços técnicos, assistência em escala e treinamento de tripulação.
A companhia aérea foi a primeira no Egito a receber a certificação de manutenção de padrões da EASA e a certificação IOSA (IATA Operational Safety Audit).

## Frota
A frota da Lotus Air consistia nas seguintes aeronaves (em junho de 2010):
Em julho de 2010, a idade média da frota da Lotus Air era de 12,7 anos.

### Frota histórica
| Aeronave        | Quantidade | Anos de operação | Notas                  |
| --------------- | ---------- | ---------------- | ---------------------- |
| Airbus A319-100 | 1          | 2003–2006        | Repassado para Helios. |
| Airbus A321-100 | 1          | 1999–2000        |                        |